# Cotopaxi (Colorado)
Cotopaxi es un lugar designado por el censo ubicado en el condado de Fremont en el estado estadounidense de Colorado. En el Censo de 2010 tenía una población de 47 habitantes y una densidad poblacional de 57,98 personas por km².

## Geografía
Cotopaxi se encuentra ubicado en las coordenadas 38°22′22″N 105°41′8″O / 38.37278, -105.68556. Según la Oficina del Censo de los Estados Unidos, Cotopaxi tiene una superficie total de 0.81 km², de la cual 0.81 km² corresponden a tierra firme y (0%) 0 km² es agua.

## Demografía
Según el censo de 2010, había 47 personas residiendo en Cotopaxi. La densidad de población era de 57,98 hab./km². De los 47 habitantes, Cotopaxi estaba compuesto por el 93.62% blancos, el 0% eran afroamericanos, el 2.13% eran amerindios, el 0% eran asiáticos, el 0% eran isleños del Pacífico, el 0% eran de otras razas y el 4.26% pertenecían a dos o más razas. Del total de la población el 0% eran hispanos o latinos de cualquier raza.